# Nowoczesna encyklopedia zdrowia
Nowoczesna encyklopedia zdrowia – czterotomowa, ilustrowana, polska encyklopedia medyczna wydana w latach 1937–1939 w Warszawie .

## Redakcja
Encyklopedię redagował komitet redakcyjny złożony z polskich lekarzy na czele, którego stał profesor dr Antoni Cieszyński. Publikację redagowali również dr Adolf Rząśnicki, dr mjr Jerzy Dekański, prof. dr Jan Dembowski, prof. dr Antoni Dmochowski, dyr. Bronisław Duchowicz, dr Antoni Fiumel, dr Stanisław Gartkiewicz, dr Witold Gądzikiewicz i inni .

## Opis
Encyklopedia miała dwa wydania w 1937 i 1939. Wydana w 4 tomach:
- T. 1, 400 stron, 8 tablic (Zarys anatomii i fizjologii, Elementy budowy organizmów roślinnych i zwierzęcych, Budowa i czynności organizmu ludzkiego, Przemiana materii, Jak powstają choroby)[1] ,
- T. 2, 397 stron, tablice (Rozwój historyczny rozpoznawania i leczenia chorób, Rys historyczny lecznictwa chirurgicznego, Rozpoznawanie chorób, Podstawowe zjawiska chorobowe i ich wytłumaczenie, Nowotwory, Choroby serca i naczyń krwionośnych, Odporność w chorobach zakaźnych, Choroby zakaźne, Gruźlica płuc)[2] ,
- T. 3, 395 stron, tablice (Choroby narządu oddechowego, Choroby układu pokarmowego, Schorzenia układu moczowego, Choroby przemiany materii, Schorzenia gruczołów dokrewnych, Choroby krwi, Choroby wywołane jakościowo niedostatecznym pożywieniem, Choroby nerwowe)[3] ,
- T. 4, 403 stron, tablice (Choroby psychiczne, Psychonerwice, Choroby oczu, Choroby nosa, jamy ustnej, gardła, krtani i uszu, Choroby uzębienia i szczęk, Schorzenia gośćcowe i rzekomo gośćcowe)[4] .